# FC Brussegem
FC Brussegem was een voetbalclub uit Brussegem in de Belgische provincie Vlaams-Brabant. De club werd opgericht in 1967 en sloot in hetzelfde jaar aan bij de KBVB met stamnummer 7018.
In 1994 fuseerde de club met KHO Merchtem en ging op in de nieuwe fusieclub KHO Merchtem-Brussegem, het eigen stamnummer verdween.

## Geschiedenis
FC Brussegem werd in februari 1967 opgericht en sloot twee maanden later aan bij de KBVB.
Brussegem begon in Vierde Provinciale,  werd in 1979 kampioen en mocht naar Derde Provinciale. De club zou tot 1986 op het derde provinciale niveau acteren, maar degradeerde toen weer naar de onderste reeks.
Na twee seizoenen Vierde Provinciale wist Brussegem opnieuw naar Derde Provinciale te klimmen in 1988. 
Het jaar nadien mocht een tweede opeenvolgende titel en bijhorende promotie worden gevierd en FC Brussegem ging naar Tweede Provinciale.
Tot de fusie met KHO Merchtem in 1994 speelde FC Brussegem op dit niveau. In 1993 werd een derde plaats behaald in Tweede Provinciale, het beste resultaat uit de clubgeschiedenis. Een jaar later fuseerde de club met Merchtem en ging men verder onder het stamnummer van die club.